# Luis de Lamo y Peris
Luis de Lamo y Peris (València, 1899 - Madrid, 22 d'abril de 1989) fou un militar valencià, capità general de Catalunya durant la dècada de 1960.
Va estudiar a l'Acadèmia d'Infanteria de Toledo. Va participar en la guerra del Rif, en el desembarcament d'Alhucemas i en diverses accions contra el moviment anticolonial. Després de l'esclat de la Guerra civil es va unir al bàndol revoltat, durant la qual va exercir com a cap de l'Estat Major de les divisions 40a i 50a del Cos d'Exèrcit Marroquí, i com a tal, va entrar a Barcelona el 26 de gener de 1939.
Va ser professor de l'Escola Superior de Guerra i agregat militar de l'smbaixada a Berna i Roma. Ascendit a General, va ser cap de l'Estat Major de la II Regió Militar, Sevilla, governador militar i sotsinspector de tropes a Barcelona. Va ser nomenat subsecretari del Ministeri de l'Exèrcit durant l'etapa del general Antonio Barroso y Sánchez Guerra, reformant els estudis militars. Va passar a cap de la Divisió d'infanteria «Reyes Católicos» n.º 91, a Màlaga. Ostentant el rang de tinent general va exercir com Capità General de Catalunya, entre 1962 i 1965; va seguir en la línia del seu predecessor Martín Alonso, permetent major marge de maniobra a les autoritats civils locals i provincials. Sent Capità General es van celebrar consells de guerra contra Jordi Conill i Vall (Joventuts Llibertàries), Pere Ardiaca i Antoni Gutiérrez Díaz (PSUC), entre d'altres.

## Obres
- —— (1931). Trabajos fotogramétricos realizados por el Depósito Geográfico e Histórico del Ejército. Talleres del Instituto Geográfico y Catastral.